# Jacques d'Amboise (danseur)
Pour les articles homonymes, voir Jacques d'Amboise et Amboise.
Jacques d'Amboise, né le 28 juillet 1934 à Dedham dans l'État du Massachusetts et mort le 3 mai 2021, est un danseur et chorégraphe américain.

## Biographie
Joseph Jacques Ahearn est né le 28 juillet 1934 à Dedham, dans le Massachusetts, d'un père irlando-américain, Andrew Ahearn, et d'une mère d'origine canadienne française, Georgette D'Amboise. Il est l'un de leurs quatre enfants,. Son père travaille un moment comme télégraphiste personnel de Joseph P. Kennedy Sr. La famille déménage ensuite dans le quartier de Manhattan, à New York. Son père devient opérateur d'ascenseur à l'hôpital presbytérien de Columbia. À l'âge de sept ans, d'Amboise est envoyé dans la classe de ballet de sa sœur et, six mois plus tard, il entre à la School of American Ballet de George Balanchine. En 1946, ses parents changent leur nom de famille d'Ahearn pour le nom de la mère, d'Amboise, parce que « c'est aristocratique, c'est français». C'est ainsi que son nom a été légalement changé en Joseph Jacques d'Amboise.La même année, il commence à interpréter des rôles d'enfant avec la Ballet Society. Il quitte le lycée à l'âge de quinze ans lorsqu'il rejoint le New York City Ballet,.
Rapidement, il obtient des rôles principaux, notamment dans Filling Station de Lew Christensen. En 1953, il est promu premier danseur. Balanchine crée 24 rôles pour lui, nootamment dans Western Symphony (1954), Stars and Stripes (1958), Episodes (1959), Movements for Piano and Orchestra (1963), Jewels (1967), Whoe=Jacques d’Amboise, Ballet Legend Who Danced in ‘Seven Brides for Seven Brothers’ and ‘Carousel,’ Dies at 86 Cares (1970), Davidsbündlertänze de Robert Schumann (1980), ainsi que la reprise par le New York City Ballet en 1957 d'Apollo de Balanchine, dans laquelle d'Amboise danse le rôle principal,.
Au cinéma, on peut noter surtout son ballet Starlight Carnival avec Susan Luckey comme partenaire, dans l'adaptation de la comédie musicale de Rodgers et Hammerstein Carousel (réalisation d'Henry King, 1956).
Il a aussi dansé dans le film Les Sept Femmes de Barbe-Rousse de Stanley Donen (1954).
Il meurt le 3 mai 2021, à 86 ans, à Manhattan,.
Le documentaire récompensé par un Oscar He Makes Me Feel Like Dancin' lui est consacré.
Son fils, Christopher, est également danseur.